# Kanton Vaugneray
Kanton Vaugneray (francouzsky Canton de Vaugneray) je francouzský kanton v departementu Rhône v regionu Rhône-Alpes. Tvoří ho 14 obcí.

## Obce kantonu
- Brindas
- Charbonnières-les-Bains
- Courzieu
- Craponne
- Grézieu-la-Varenne
- Marcy-l'Étoile
- Messimy
- Pollionnay
- Saint-Genis-les-Ollières
- Saint-Laurent-de-Vaux
- Sainte-Consorce
- Thurins
- Vaugneray
- Yzeron